# لزيقيات حلقية الشكل
لزيقيات حلقية الشكل (الاسم العلمي: Cycloneritimorpha)، هي مجموعة تضم حلزونات برية وحلزونات المياه العذبة وحلزونات بحرية. من الرخويات بطنقدميات. تضم 14 فصيلة حية وثمانية فصائل منقرضة.